# Rosie O'Donnell
Roseann «Rosie» O'Donnell (født 21. marts 1962 i området Bayside af bydelen Queens i New York City i New York) er en amerikansk standup-komiker, skuespillerinde, sangerinde, forfatter og mediekendis. Mellem 1996 og 2002 var hun vært for det Emmy-vindende TV-show The Rosie O'Donnell Show. Siden november 2009 har hun været for et to-timers daglig radioprogram som sendes på Sirius XM Radio.

## Udvalgt filmografi
- 1999 - Get Bruce
- 1999 - Jackie's Back!
- 1999 - Tarzan
- 1998 - Wide Awake
- 1997 - The Twilight of the Golds
- 1996 - Beautiful Girls
- 1996 - Harriet the Spy
- 1995 - Now and Then
- 1994 - Car 54, Where Are You?
- 1994 - Exit to Eden
- 1994 - I'll Do Anything